# 라빈 (연호)
라빈(베트남어: La Bình / 羅平 나평, 1594년 6월)은 베트남 후 레 왕조 때 봉기를 일으킨 부당(베트남어: Vũ Đăng / 武登 무등)이 사용한 연호이다.

## 개원 기록
- 《대월사기전서》(大越史記全書) 권17 본기속편2[1]

## 연대 대조표
| 라빈 | 서기 (西紀) | 간지 (干支) | 후 레 왕조 연호 | 막 왕조 연호     | 명나라 연호     |
| 원년 | 1594년      | 갑오 (甲午) | 꽝흥(光興) 17년 | 끼엔통(乾統) 2년 | 만력(萬曆) 22년 |